# Pterygota bequaertii
Pterygota bequaertii là một loài thực vật có hoa trong họ Cẩm quỳ. Loài này được De Wild. miêu tả khoa học đầu tiên năm 1919.